# Kirby et le monde oublié
Kirby et le monde oublié (星のカービィ　ディスカバリー, Hoshi no Kābī Disukabarī), Kirby and the Forgotten Land en anglais, est un jeu vidéo de plateformes en trois dimensions développé par HAL Laboratory et édité par Nintendo, sorti le 25 mars 2022 sur Nintendo Switch,,. Une version pour la Nintendo Switch 2 avec des améliorations visuelles ainsi qu'une nouvelle histoire intitulée Le pays des étoiles filantes est prévue pour sortir le 28 août 2025.

## Système de jeu
Kirby et le monde oublié est le premier jeu de plateforme de la série avec un gameplay totalement en 3D. Le joueur incarne le personnage de Kirby (et peut être aidé par un deuxième joueur qui incarnera Bandana Waddle Dee), celui-ci doit traverser différentes étapes afin de sauver les Waddle Dees. Comme dans la plupart des jeux Kirby, celui-ci peut glisser, aspirer des ennemis ainsi que des objets qu'il peut soit recracher pour en faire des projectiles ou de les avaler pour obtenir différentes imitations (pouvoir).
En plus des transformations déjà existantes, le jeu en introduit deux nouvelles que sont la foreuse et l'explorateur, donnant au total un nombre de 12 transformations. Par ailleurs, le joueur peut améliorer ses dites capacités afin de les rendre plus puissantes. Ce nouveau jeu Kirby apporte également une nouvelle capacité, le « transmorphisme », qui permet à Kirby d'avaler divers objets afin de s'en servir pour avancer dans le niveau.

## Histoire
Un jour, sur la planète Popstar, un vortex obscur s'ouvre au dessus de Dream Land; tout sur le monde se retrouve aspiré sur son passage. Kirby fait partie de ceux qui sont aspirés dans le vortex et se retrouve dans une civilisation abandonnée appelée familièrement le « nouveau monde », où il découvre que les Waddle Dees de Dream Land sont kidnappés par la faune indigène, la Meute des Bêtes. Finalement, il découvre la ville détruite des Waddle Dees et une créature ressemblant à un chinchilla nommée Elfilin, qui a aidé les Waddle Dees à s'y installer. Après avoir été sauvé de la Meute des Bêtes, Elfilin explique à Kirby que lui et les Waddle Dees ont tenté de riposter, mais ont été débordés. Kirby lui propose alors de l'aider à secourir les Waddle Dees disparus, et tous deux partent ensemble (accompagnés de Bandana Waddle Dee, qui accompagne éventuellement Kirby). 
Alors que Kirby et Elfilin parcourent le nouveau monde, sauvant les Waddle Dees et vainquant les membres du haut conseil de la Meute des Bêtes, ils découvrent que le Roi DaDiDou agit de manière agressive et aide la Meute des Bêtes pour des raisons inconnues. Après que Kirby ait combattu et vaincu DaDiDou, ce dernier capture Elfilin et s'échappe. Kirby poursuit DaDiDou et finit par le combattre à nouveau. En détruisant un masque hypnotique que portait DaDiDou, Kirby le libère de l'emprise de la Meute des Bêtes, puis se rend au centre d'opérations, le Labo Discovera, pour retrouver Elfilin. 
Kirby rencontre ensuite le chef de la Meute des Bêtes, un lion nommé Léogar, qui retient Elfilin captif. Léogar explique que les anciens habitants du nouveau monde ont utilisé le pouvoir d'ID-F86 pour partir vers « un pays de rêves », et qu'il compte faire de même en réunissant Ultimo Oublio et Elfilin. Après la défaite de Léogar, Ultimo Oublio se réveille ; parlant par son intermédiaire, il révèle qu'il a formé la Meute des Bêtes en le possédant et en contrôlant ses actions par procuration. Il a également ouvert le vortex du Pays des Rêves, utilisé la Meute des Bêtes pour hypnotiser le Roi DaDiDou et kidnappé les Waddle Dees pour les forcer à travailler, afin de reprendre son invasion. Il se libère de la Capsule Éternelle et absorbe Léogar et la Meute des Bêtes pour poursuivre Elfilin. Lorsqu'Oublio capture Elfilin, les deux êtres fusionnent pour former leur forme originelle, Ultimo Elfilis. Kirby parvient à l'affaiblir suffisamment pour libérer Elfilin, mais Ultimo Elfilis crée un grand vortex s'ouvrant sur Popstar, projetant de détruire les deux mondes par la collision. Kirby bat  Elfilis de justesse en le percutant avec un semi-remorque. Elfilin et lui se retrouvent alors à Dream Land, où le vortex est toujours ouvert. Utilisant toute sa puissance, Elfilin scelle le vortex entre les deux mondes, laissant Kirby derrière lui. Le générique révèle qu'Elfilin est capable d'ouvrir son propre vortex vers Popstar, et les habitants des deux mondes se lient d'amitié. 
Cependant, l'âme de Léogar se retrouve prisonnière d'une dimension alternative appelée Oniro-Oublio, un monde créé par les pouvoirs psychiques d'Ultimo Oublio et peuplé par des fantômes générés par les souvenirs de la Meute des Bêtes. Mistigriff, membre de la Meute des Bêtes et amie de Léogar, découvre une faille dans la ville des Waddle Dees menant à Oniro-Oublio. Aspirés dans cette dimension, Kirby et Elfilin sauvent Léogar, possédé par l'âme d'Oublio. Kirby triomphe de Léogar possédé, séparant l'esprit d'Oublio de son corps. Avant qu'il ne puisse attaquer Kirby, Morpho Knight, arrivé sous sa forme de papillon, se pose sur le nez d'Oublio, l'absorbe et se transforme, prêt à combattre avec honneur. Kirby triomphe de Morpho Knight et Léogar est enfin libéré ; Oublio absorbe partiellement le pouvoir de Morpho Knight et disparaît peu après.  
À la suite de cela, un mystérieux portail s'ouvre dans le colisée de Waddle Dee Town. Lors d'un combat final optionnel, Kirby affronte les fantômes d'Oniro-Oublio lors d'un boss rush ; il affronte ensuite la nouvelle forme d'Elfilis, Elfilis du Chaos. Kirby triomphe d'Elfilis du Chaos lors d'un combat final, et un vestige de son âme s'approche d'Elfilin. Ce dernier l'accepte dans son cœur, permettant ainsi à ses deux moitiés de devenir enfin unies.   

## Développement
HAL Laboratory avait commencé à teaser un nouveau jeu Kirby depuis 2020,. Le directeur général Shinya Kumazaki l'a décrit comme la "nouvelle phase" de la série et qu'il "culminera les meilleurs aspects de Kirby".
Le directeur du jeu, Tatsuya Kamiyama, a expliqué comment l'équipe s'est concentrée sur le fait de rendre le jeu accessible même avec un changement de perspective vers la 3D, tout en rendant le jeu satisfaisant pour le joueur. La transition 3D a été décrite comme très difficile, car HAL Laboratory a lutté avec plusieurs tentatives infructueuses pour amener la série Kirby en 3D, remontant aux années 2000 - au début du développement de ce qui est devenu Kirby's Return to Dream Land. Kamiyama a finalement créé un pitch détaillé pour un jeu 3D Kirby qui présentait des solutions aux problèmes auxquels HAL Laboratory avait été confronté, y compris la conception des personnages, le gameplay et de nombreux autres aspects, permettant enfin au développement de commencer sur un titre 3D. Vanpool a aidé au développement du jeu,,.
Au début, les testeurs de jeu de Nintendo ont estimé que les vastes environnements 3D rendaient le jeu trop facile car les joueurs pouvaient simplement s'éloigner des attaques ennemies. Ils ont suggéré que la densité ennemie soit augmentée, mais HAL Laboratory a refusé, affirmant qu'ils ne voulaient pas "tourmenter" Kirby ou empêcher les joueurs d'explorer pacifiquement le monde du jeu.
Pour atténuer les problèmes de perception de la profondeur, la détection des coups a été modifiée afin qu'une attaque de Kirby touche un ennemi s'il semble l'avoir fait du point de vue du joueur, même si l'attaque ne s'est pas réellement connectée.
Un mois avant le Nintendo Direct de septembre 2021, le site web officiel de Kirby a été mis à jour avec un texte d'espace réservé, ce qui implique en outre qu'un nouveau jeu sera bientôt disponible. Le jeu a été officiellement révélé pour la première fois dans le Nintendo Direct le 23 septembre 2021, après avoir été présenté prématurément sur le site Web de Nintendo six heures auparavant,,. Une deuxième bande-annonce plus approfondie a été diffusée le 12 janvier 2022, qui annonçait plus de fonctionnalités du jeu ainsi que la date de sortie du 25 mars 2022,. Une démo gratuite a été mise à disposition le 3 mars 2022.

## Doublage
Minami Takayama (VF : Clémence Dieryck ; VQ : Fannie Senécal) : Voix off du Labo Découvria

## Accueil

### Critique
Kirby et le monde oublié a reçu des critiques « généralement favorable », selon l'agrégateur de critique Metacritic. Les critiques l'ont salué comme l'un des meilleurs jeux Kirby jamais réalisés.
Plusieurs critiques ont fait l'éloge de la conception des niveaux basée sur l'exploration, citant les défis optionnels, les objets à collectionner et la route des trésors comme des éléments qui donnent à chaque niveau un aspect substantiel. Les capacités d'imitation améliorables et le mode transmorphisme ont également été très appréciés pour la variété de gameplay qu'ils apportent tout en restant dans la conception de base du jeu, ce qui rend les combats et les plateformes toujours intéressants.
Les combats de boss ont également été loués pour avoir exigé l'utilisation de capacités d'imitation, et plusieurs personnes ont salué la difficulté accrue du jeu par rapport aux précédents opus de la franchise.
Les visuels du jeu et les thèmes des niveaux ont également été salués, l'esthétique post-apocalyptique du jeu étant citée comme créative. La coopération locale a été saluée comme étant amusante et transparente, tout en s'adaptant aux jeunes joueurs. Le village Waddle Dee a été loué pour avoir encouragé l'exploration du joueur et a été considéré comme une expérience substantiellement enrichissante.

### Ventes
Du 21 au 27 mars 2022, le jeu s'est vendu à 380 060 exemplaires au Japon, se classant à la première place du classement des ventes du pays. Du 28 mars au 3 avril 2022, le jeu occupe toujours la première place avec 110 946 exemplaires vendus au Japon. Au 30 juin 2022, le jeu s'est écoulé à 4,53 millions d'exemplaires à travers le monde. Au 30 septembre 2022, le jeu s'est écoulé à 5,27 millions d'exemplaires dans le monde. Kirby et le monde oublié devient le jeu le plus vendu de la série, dépassant le record de 5,13 millions détenu depuis 30 ans par Kirby Dream Land sur Game Boy.[réf. nécessaire]